# 明王院 (船橋市)
明王院 （みょうおういん）は、千葉県船橋市にある新義真言宗の寺院。旧下総国葛飾郡（葛東郡）古作村の中央に位置している。明王院は正式には石動山阿遮羅寺明王密院という。
『寺院本末帳』（江戸時代）によると佐倉市井野にある千手院の末寺であったという。また、『寺院本末帳』を参照すると本郷村の満善寺（明治期に廃寺）、海神村の大覚院と吉祥院、寺内村の常楽寺、河原村の龍厳寺（現・双輪寺）等、5つの寺の門徒を有していたという。本尊は不動明王である。『葛飾誌略』（江戸時代）によると「霊験殊勝なる尊像なり」と記されている。